# Vaulry
Vaulry est une commune française située dans le département de la Haute-Vienne, en région Nouvelle-Aquitaine.

## Géographie

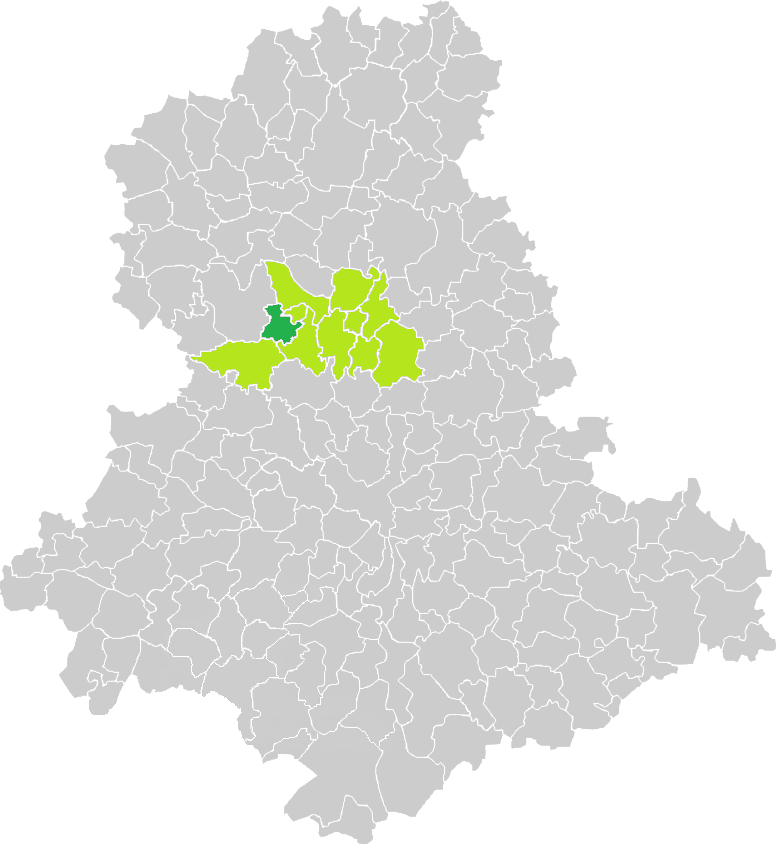
Situation de la commune de Vaulry en Haute-Vienne.

### Communes limitrophes
|       | Berneuil | Breuilaufa |
| Blond | Vaulry   | Chamboret  |
|       | Cieux    |            |

### Climat
Pour des articles plus généraux, voir Climat de la Nouvelle-Aquitaine et Climat de la Haute-Vienne.
Historiquement, la commune est exposée à un climat océanique limousin.  
En 2020, Météo-France publie une typologie des climats de la France métropolitaine dans laquelle la commune est exposée à un climat océanique altéré et est dans une zone de transition entre les régions climatiques « Poitou-Charentes » et « Ouest et nord-ouest du Massif Central »0.
Pour la période 1971-2000, la température annuelle moyenne est de 11,2 °C, avec une amplitude thermique annuelle de 14,8 °C. Le cumul annuel moyen de précipitations est de 1 061 mm, avec 13,5 jours de précipitations en janvier et 7,9 jours en juillet. Pour la période 1991-2020, la température moyenne annuelle observée sur la station météorologique la plus proche, située sur la commune de Nantiat à 6,93 km à vol d'oiseau, est de 12,0 °C et le cumul annuel moyen de précipitations est de 1 099,6 mm,. Pour l'avenir, les paramètres climatiques de la commune estimés pour 2050 selon différents scénarios d’émission de gaz à effet de serre sont consultables sur un site dédié publié par Météo-France en novembre 2022.

## Urbanisme

### Typologie
Au 1er janvier 2024, Vaulry est catégorisée commune rurale à habitat dispersé, selon la nouvelle grille communale de densité à sept niveaux définie par l'Insee en 2022.
Elle est située hors unité urbaine. Par ailleurs la commune fait partie de l'aire d'attraction de Limoges, dont elle est une commune de la couronne,. Cette aire, qui regroupe 127 communes, est catégorisée dans les aires de 200 000 à moins de 700 000 habitants,.

### Occupation des sols
L'occupation des sols de la commune, telle qu'elle ressort de la base de données européenne d’occupation biophysique des sols Corine Land Cover (CLC), est marquée par l'importance des territoires agricoles (49,3 % en 2018), en diminution par rapport à 1990 (50,6 %). La répartition détaillée en 2018 est la suivante : 
forêts (49,1 %), prairies (38,7 %), zones agricoles hétérogènes (8,4 %), terres arables (2,1 %), zones urbanisées (1,7 %). L'évolution de l’occupation des sols de la commune et de ses infrastructures peut être observée sur les différentes représentations cartographiques du territoire : la carte de Cassini (XVIIIe siècle), la carte d'état-major (1820-1866) et les cartes ou photos aériennes de l'IGN pour la période actuelle (1950 à aujourd'hui).

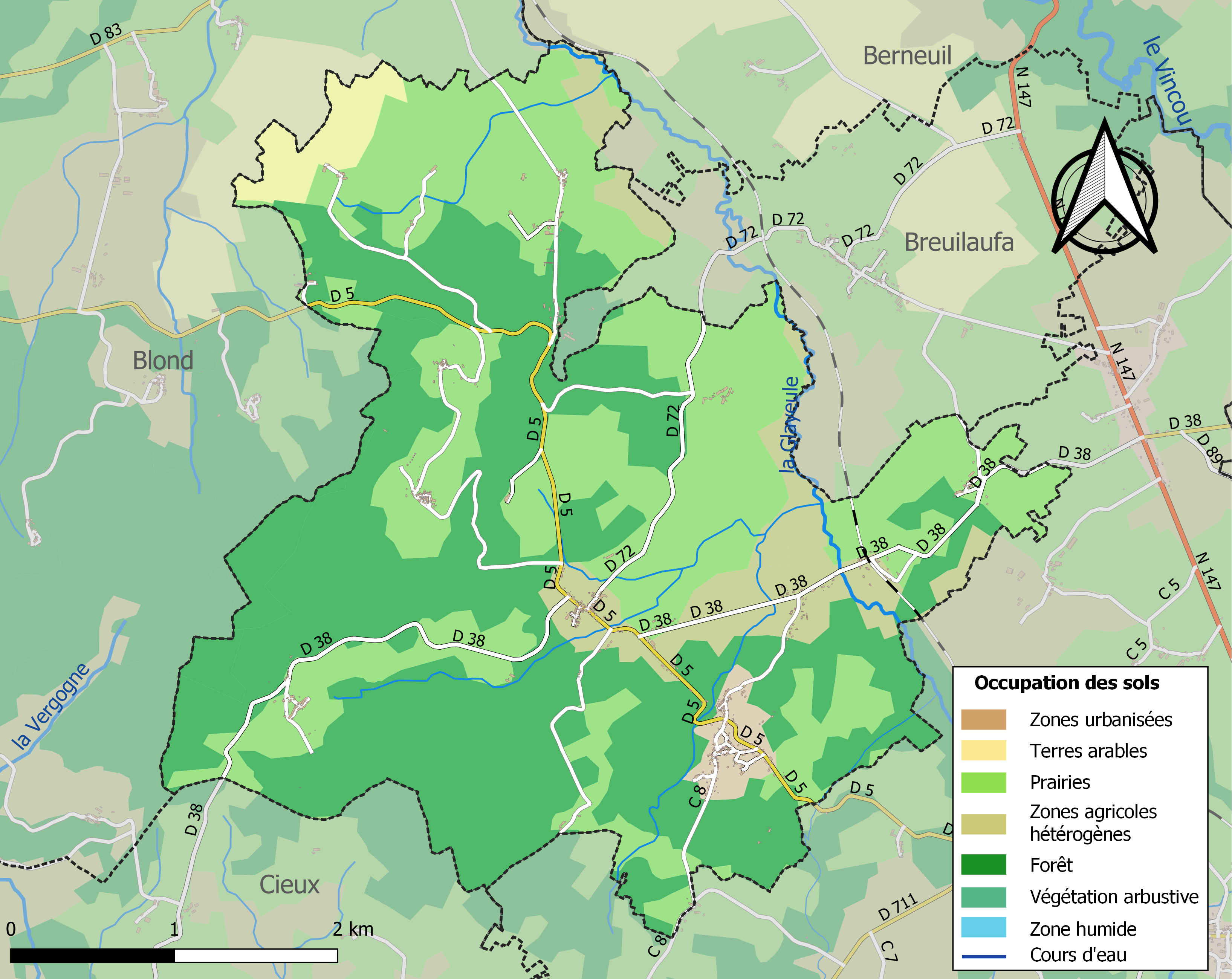
Carte des infrastructures et de l'occupation des sols de la commune en 2018 (CLC).

### Risques majeurs
Le territoire de la commune de Vaulry est vulnérable à différents aléas naturels : météorologiques (tempête, orage, neige, grand froid, canicule ou sécheresse) et séisme (sismicité faible). Il est également exposé à un risque particulier : le risque de radon. Un site publié par le BRGM permet d'évaluer simplement et rapidement les risques d'un bien localisé soit par son adresse soit par le numéro de sa parcelle.

#### Risques naturels

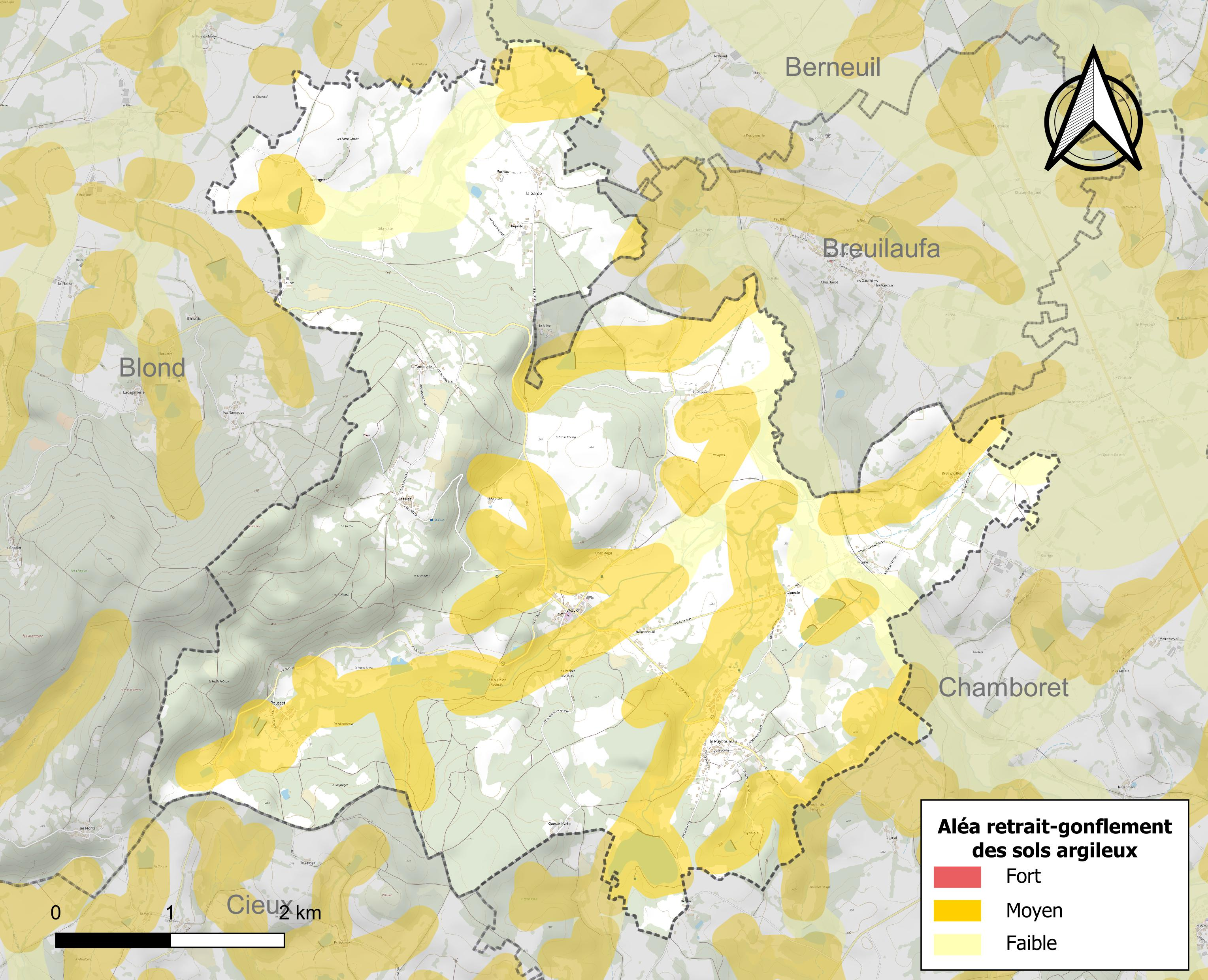
Carte des zones d'aléa retrait-gonflement des sols argileux de Vaulry.

Le retrait-gonflement des sols argileux est susceptible d'engendrer des dommages importants aux bâtiments en cas d’alternance de périodes de sécheresse et de pluie. 30,4 % de la superficie communale est en aléa moyen ou fort (27 % au niveau départemental et 48,5 % au niveau national métropolitain). Depuis le 1er octobre 2020, en application de la loi ÉLAN, différentes contraintes s'imposent aux vendeurs, maîtres d'ouvrages ou constructeurs de biens situés dans une zone classée en aléa moyen ou fort,.
La commune a été reconnue en état de catastrophe naturelle au titre des dommages causés par les inondations et coulées de boue survenues en 1982 et 1999 et par des mouvements de terrain en 1999.

#### Risque particulier
Dans plusieurs parties du territoire national, le radon, accumulé dans certains logements ou autres locaux, peut constituer une source significative d’exposition de la population aux rayonnements ionisants. Selon la classification de 2018, la commune de Vaulry est classée en zone 3, à savoir zone à potentiel radon significatif.

## Histoire
Connue dès la période gallo-romaine pour ses mines d'or, de wolfram (tungstène) et d'étain, mines aujourd'hui administrativement sur la commune du Breuilaufa. Vaulry étymologiquement doit son nom  à vau : vallée et ry : ri, en français ru, ruisseau. Vaulry est donc un ruisseau dans la vallée et partage cette étymologie avec : Vallauris (Côte d'Azur).
Du XIIIe siècle à la Révolution française, La paroisse et le village de Vaulry faisaient partie de la commanderie de Breuilaufa. Le commandeur hospitalier de Breuilaufa y levait des rentes et la dîme avec droit de haute, moyenne et basse justice.
En 2018, une séance vente et dédicaces du livre autobiographique Vaulry, ma vie écrit par Fernande Nequier Dufournaud est proposé aux habitants du village : ce livre raconte ses souvenirs de jeunesse passés à Vaulry. À ses côtés, on trouve Valérie Andrieux, qui a mis en forme les recueils de souvenirs de quelques habitants.

## Blasonnement
|  | Les armoiries de Vaulry se blasonnent ainsi : Parti : au premier d'or au monogramme VAULRY en lettres capitales d'azur, au second de gueules au candail d'argent allumé d'or. |

## Politique et administration
| Période                                  | Période  | Identité              | Étiquette | Qualité |
| ---------------------------------------- | -------- | --------------------- | --------- | ------- |
| mai 2020                                 | En cours | Bernard Peigner       |           |         |
| mars 2001                                | mai 2020 | Jean-Claude Virondeau |           |         |
| avant 1981                               | 2001     | Gilbert Voisin        | PCF       |         |
| Les données manquantes sont à compléter. |          |                       |           |         |

depuis 2001 : Jean-Claude Virondeau, 
depuis les années 70 jusqu'à 2001 : Gibert Voisin, 
dans les années 60 : Raymond Bombard, 
dans les années 50 : Henri Larand

## Démographie
L'évolution du nombre d'habitants est connue à travers les recensements de la population effectués dans la commune depuis 1793. Pour les communes de moins de 10 000 habitants, une enquête de recensement portant sur toute la population est réalisée tous les cinq ans, les populations de référence des années intermédiaires étant quant à elles estimées par interpolation ou extrapolation. Pour la commune, le premier recensement exhaustif entrant dans le cadre du nouveau dispositif a été réalisé en 2006.

En 2022, la commune comptait 397 habitants, en évolution de −2,7 % par rapport à 2016 (Haute-Vienne : −0,68 %, France hors Mayotte : +2,11 %).
| 1793 | 1800 | 1806 | 1821 | 1831 | 1836 | 1841 | 1846 | 1851 |
| ---- | ---- | ---- | ---- | ---- | ---- | ---- | ---- | ---- |
| 700  | 740  | 570  | 719  | 812  | 824  | 774  | 847  | 819  |

| 1856 | 1861 | 1866 | 1872 | 1876 | 1881 | 1886 | 1891 | 1896 |
| ---- | ---- | ---- | ---- | ---- | ---- | ---- | ---- | ---- |
| 818  | 788  | 794  | 766  | 826  | 850  | 853  | 816  | 807  |

| 1901 | 1906 | 1911 | 1921 | 1926 | 1931 | 1936 | 1946 | 1954 |
| ---- | ---- | ---- | ---- | ---- | ---- | ---- | ---- | ---- |
| 786  | 798  | 788  | 794  | 806  | 640  | 617  | 597  | 504  |

| 1962 | 1968 | 1975 | 1982 | 1990 | 1999 | 2006 | 2011 | 2016 |
| ---- | ---- | ---- | ---- | ---- | ---- | ---- | ---- | ---- |
| 516  | 513  | 425  | 416  | 430  | 390  | 406  | 404  | 408  |

| 2021 | 2022 | - | - | - | - | - | - | - |
| ---- | ---- | - | - | - | - | - | - | - |
| 402  | 397  | - | - | - | - | - | - | - |

## Lieux et monuments
- Le château de Vaulry est formé de deux corps de logis à l'équerre, un ensemble bâti remarquable dont la construction s'échelonne du XIII au XIXe siècle. Il reste un édifice privé appartenant à la même famille depuis le XIIIe siècle.Église Saint-Bonnet d'Auvergne de Vaulry.

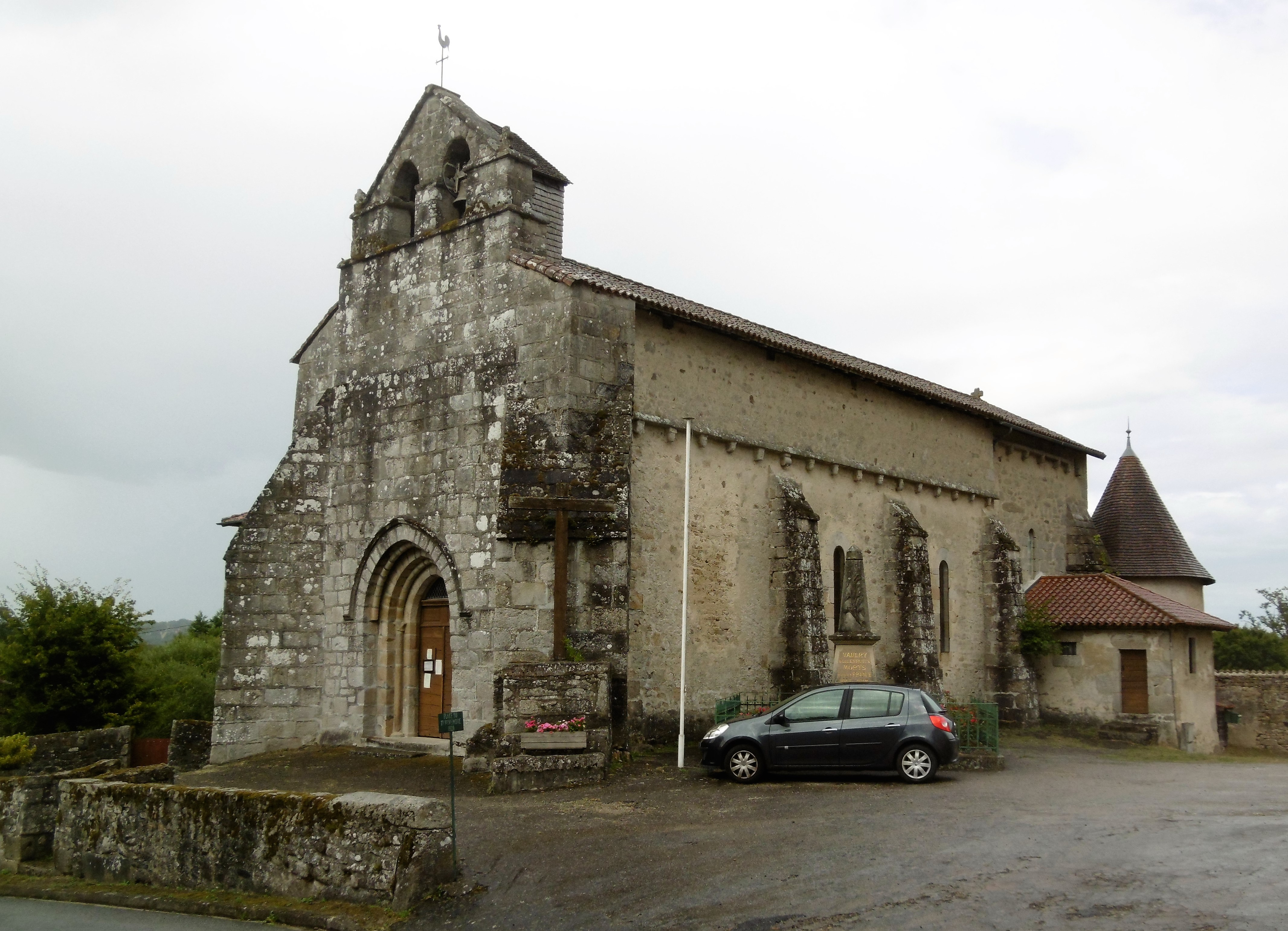
Église Saint-Bonnet d'Auvergne de Vaulry.

- L'église Saint-Bonnet d'Auvergne de Vaulry, est du XIIIe siècle et est l'ancienne chapelle du château de Vaulry, depuis  la révolution elle est propriété de la commune.
- La chapelle de Vaulry du XIXe siècle domine le Limousin. Elle appartient au château de Vaulry. L'association Notre Dame de Vaulry est chargée de la protection, de l'entretien et de l'animation spirituelle du site.

En 1991, l'AFP rapporte qu'un loup-garou hante la chapelle. La presse internationale s'intéresse alors à l'affaire. Mais un habitant de la commune avoue quelques mois plus tard qu'il avait mis en scène une crise de lycanthropie pour abuser deux journalistes locaux.
- Vous pouvez retrouver un restaurant dans la commune Les Mas en bas de la Chapelle Notre Dame de Vaulry.

## Pour approfondir